# Carlia bicarinata
Carlia bicarinata е вид влечуго от семейство Сцинкови (Scincidae). Видът не е застрашен от изчезване.

## Разпространение
Разпространен е в Австралия и Папуа Нова Гвинея.